# Annual Review of Astronomy and Astrophysics
Annual Review of Astronomy and Astrophysics (abgekürzt nach ISO 4 Annu. Rev. Astron. Astrophys. oder ARA&A) ist eine wissenschaftliche Fachzeitschrift, die Übersichtsartikel zu allen Bereichen der Astronomie und Astrophysik veröffentlicht.
Seit 1963 erscheint jährlich ein Band, die Artikel sind auch elektronisch abrufbar. Im Jahr 2014 war der Impact Factor laut dem Journal Citation Reports des Institute for Scientific Information 24,037 und damit der höchste unter 59 astronomischen oder astrophysikalischen Fachzeitschriften.